# Atropo (sommergibile 1939)
L’Atropo è stato un sommergibile posamine della Regia Marina.

## Storia
Al comando del capitano di corvetta Luigi Gasparrini, nel giugno - luglio 1939 effettuò un viaggio sino a El Ferrol, in Spagna, per verificare le condizioni dell'attraversamento dello stretto di Gibilterra, in questa occasione prese imbarco anche il giornalista Paolo Monelli per documentarne la crociera.
Per via delle sue sistemazioni per le mine, si rivelò particolarmente adatto a missioni di trasporto. Il 22 giugno 1940 partì infatti per una prima missione di questo tipo con destinazione Lero; il 26 giugno, mentre tornava alla base, attaccò infruttuosamente con due siluri un sommergibile nemico, al largo dell'isola di Amorgos. 
Il 29 ottobre posò un campo di 16 mine nei pressi di Zante; interruppe l'opera perché si era verificato lo scoppio accidentale di alcuni ordigni. 
Fu in assoluto il sommergibile italiano che effettuò il maggior numero di missioni di trasporto: ben 23; ad esempio nel maggio 1941 compì due missioni di questo tipo con destinazione Derna, mentre il 17 ottobre effettuò una missione di trasporto di combustibili a Bastia. 
Il 16 novembre 1941 ebbe quattro morti a bordo (due sottufficiali, un sottocapo ed un marinaio).
Il 19 ottobre 1940 fu attaccato con bombe e mitragliato da un aereo Bristol Blenheim, ma riuscì a respingerlo danneggiandolo. 
All'armistizio si diresse a Taranto e da lì ripartì (unitamente ai sommergibili Fratelli Bandiera e Jalea il mattino del 12 settembre 1943 per consegnarsi agli Alleati a Malta, dove giunse il 13 settembre, di pomeriggio, e da dove ripartì il 13 ottobre (in gruppo con altri 14 sommergibili fra cui il gemello Zoea) per rientrare in Italia; durante la cobelligeranza fu impiegato per esercitazioni alle Bermuda.
Fu demolito nel dopoguerra. Aveva svolto in tutto 30 missioni di guerra, percorrendo complessivamente 27.884 miglia in superficie e 2703 in immersione.